# ألكسندرا ميتروشينا
ألكسندرا ميتروشينا (بالروسية: Александра Александровна Митрошина، ولدت في 27 يونيو 1994 في بيتروزوفودسك) هي شخصية عامة روسية وكاتبة وصحافية ومقدمة برامج إذاعية ومدوّنة. تُعرف في الغالب بأنها إحدى مؤسسي (جنبًا إلى جنب مع ألينا بوبوفا) تجمع مفاجئ على وسائل التواصل الاجتماعي ضد العنف المنزلي في روسيا «لم أكن أريد أن أموت».

## السيرة الشخصية
في عام 2015 تخرج ميتروشينا من كلية الصحافة بجامعة موسكو الحكومية، ولاحقًا من قسم الاتصالات والإعلام والتصميم في المدرسة العليا للاقتصاد في موسكو. في وقت لاحق عملت ونشرت في مايل روسيا، وعملت في راديو موسكو إف إم.
ظهرت ميتروشينا على الإنستجرام عام 2016. لديها الآن مدونة بها أكثر من مليوني مشترك. في البداية كانت ألكسندرا مدونة غير سياسية، وأطلقت مع ناشطة أخرى هي أليونا بوبوفا مجموعة من تجمع مفاجئ تحت اسم «لم أكن أريد أن أموت» لدعم احتجاجات النساء ضد القوانين الأخيرة التي ألغت تجريم عنف المنازل في روسيا.